# Zielony Dół
Zielony Dół (pronunciación en polaco: /ʑɛˈlɔnɨ ˈduw/, en casubio: Parcele) es un Asentamiento en el distrito administrativo de Gmina Krokowa, dentro de Condado de Puck, Voivodato de Pomerania, en Polonia del norte. Se encuentra aproximadamente a 6 kilómetros al sur de Krokowa, a 14 kilómetros al oeste de Puck, y a 50 kilómetros al noroeste de la capital regional Gdańsk.
Para detalles de la historia de la región, véase Historia de Pomerania.
El poblamiento tiene una población de 203 habitantes.